# Povstání slezských tkalců

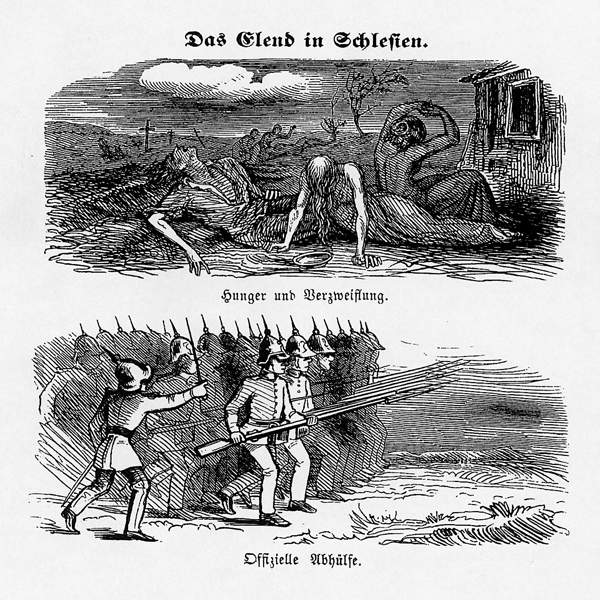
Dobová karikatura Nouze ve Slezsku: Hlad a zoufalství vs. Oficiální pomoc.

Povstání slezských tkalců je označení dělnických nepokojů, k nímž došlo v červnu 1844 v dolnoslezských městech Bielawa (Langenbielau) a Pieszyce (Peterswaldau). Nešlo o první ani největší ze série podobných událostí v regionu, ovšem jeho význam spočívá v ohlasu, jakého dosáhlo napříč evropskou veřejností. Bylo široce komentováno v dobovém tisku a literatuře a výrazně přispělo k formování politických nálad v tzv. době předbřeznové.

## Pozadí
Průmyslová revoluce v Evropě ovlivnila dynamický ekonomický rozvoj Slezska, které se stalo nejindustrializovanějším krajem Pruska. Zvýšení produkce mělo za následek nárůst populace. Po staletí bylo tkaní tradičním zaměstnáním mnoha obyvatel Sudetského podhůří a možnost zaměstnání v továrnách přilákala chudinu z venkovských oblastí. V důsledku toho bylo v regionu příliš mnoho lidí ochotných pracovat. Jednalo se o jednu z nejhustěji zalidněných oblasti Slezska: Peterswaldau čítalo v té době skoro 6 tisíc obyvatel a Langenbielau 12 tisíc. Rozvoj textilního průmyslu se však nijak neprojevil na zlepšení pracovních a životních podmínek jeho zaměstnanců. Ani dětská práce a prodlužování pracovní doby také nevyrovnávaly pokles cen, zejména proto, že kvalita výrobků stále klesala.
V Peterswaldau a Langenbielau převládali předindustriální domácí dělníci (Heimarbeiter) vyrábějící hlavně bavlněné zboží. Ekonomicky však jejich existence byla závislá na tzv. nákladnících (Verleger), což byli obvykle bohatí obchodníci, kteří kupovali na trhu přízi, zatímco tkalci z ní měli vyrábět požadované látky za dohodnutou cenu. Domácí dělníci dostali za své zboží zaplaceno a nákladník výrobky z bavlny dále prodal. Přestože slezští tkalci bavlny, na rozdíl od tkalců a přadláků lnu, patřili k lépe situovaným dělníkům, báli se o své mzdy a o svou profesionální nezávislost v souvislosti s nástupem velkých továren. Kvůli nadprodukci v textilním průmyslu došlo ve 40. letech 19. století k opakovanému snižování mezd nákladníky, zejména největším podnikatelem v Peterswaldau Ernstem Friedrichem Zwanzigerem. Požadavky tkalců byly zaměřeny na spravedlivé mzdy a odpovídající, důstojné zacházení ze strany továrníků.

## Průběh

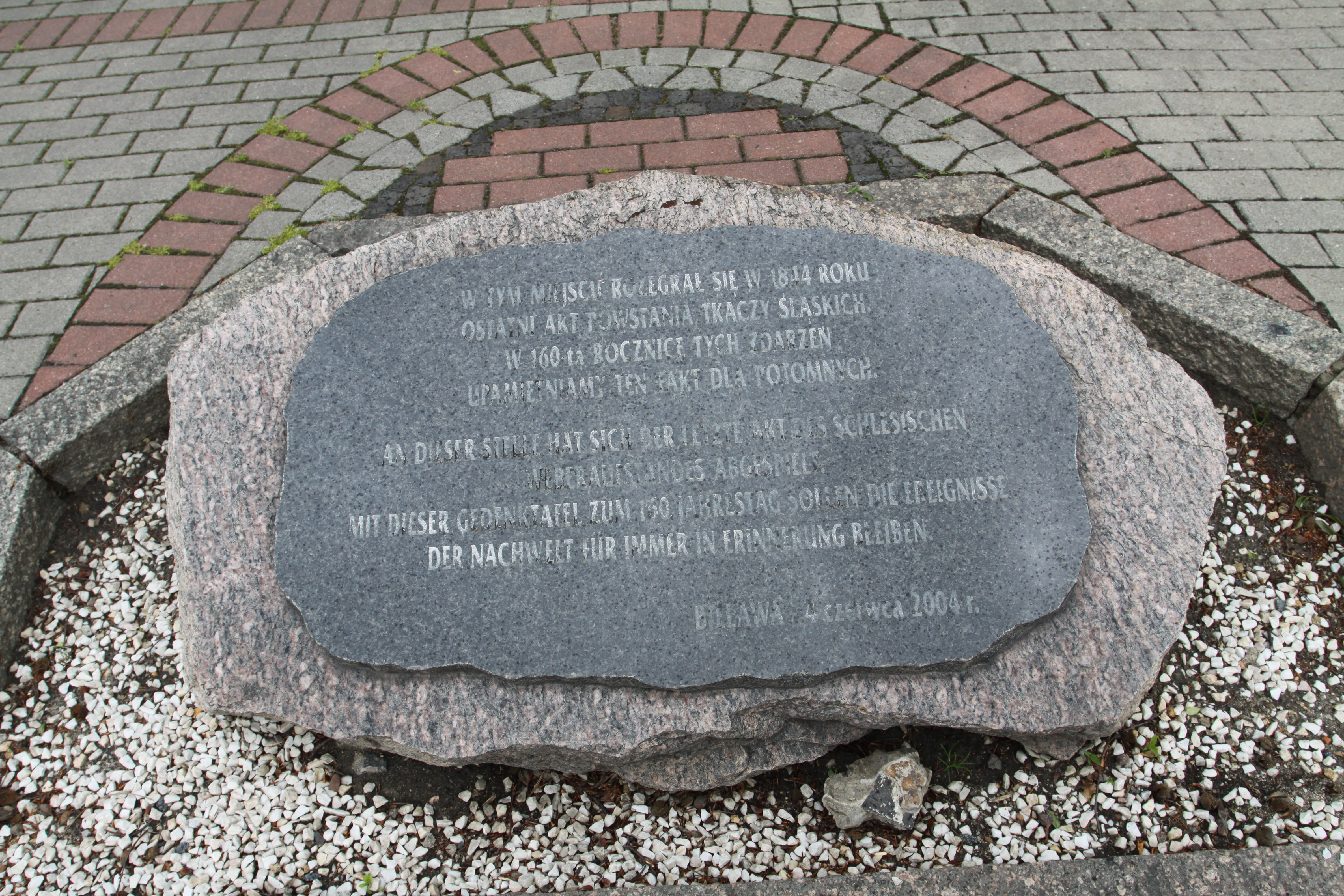
Památný kámen odhalený v Bielawě (Langenbielau) ke 160. výročí povstání

3. června 1844 se na Kapellenbergu sešlo asi 20 tkalců z Peterswaldau a okolních obcí, aby prodiskutovali, jak se bránit proti továrníkům. Poté se za zpěvu protestní písně Krvavý soud (Blutgericht) přesunuli k továrně bratří Zwanzigerů, kteří působili jako nákladníci a snižovali mzdy. Ernst Friedrich a August Zwanziger nechali své služebníky vyzbrojené kameny a klacky zahnat protestující skupinu a také nechali tkalce Wilhelma Mädlera zatknout místní policií.
4. června byl zformován protestní pochod s cílem dosáhnout propuštění Wilhelma Mädlera a zvýšení mezd. Přidali se k němu téměř všichni domácí tkalci z okolí, celkem tři tisíce lidí. Byla zvolena vyjednávací delegace, rozhovor s okresním radou okresu Reichenbach (Dzierżoniów) však nepřinesl žádné výsledky. Když se pochod zastavil u domu bratří Zwanzigerů, ti tam nebyli. Dav zuřivě zaútočil na budovu a zničil celé zařízení. Stejně dopadla administrativní budova, sklad a samotná továrna. Celá rodina uprchla do Vratislavi. Naopak majitel jiné továrny Wagenknecht zůstal nedotčen a byl dokonce chválen za „spravedlivé“ mzdy.
5. června se další zajatí podnikatelé Fellmann a Hoferichter dokázali „vykoupit“ příslušným obnosem peněz, chlebem a slaninou. Dav se přesunul do Langenbielau k nenáviděným majitelům továrny Andretzkému a Hilbertovi. Jejich podniky byly zdevastovány. Dalším terčem rebelů se stal Christian Gottlob Dierig zaměstnávající výhradně zahraniční pracovní sílu. Ten se snažil uklidnit dav rozdáváním peněz a také zaplatil svým vlastním dělníkům, aby zakročili proti postupujícím tkalcům.
Rozkaz královského kabinetu nařídil kriminálnímu senátu Vyššího krajského soudu (Oberlandesgericht) ve Vratislavi „se vší pílí odhalit agitátory a přivést je k trestu“. Mezitím úřady přiměly pruskou armádu, aby zasáhla. Situace se vymkla kontrole. Velící důstojník vystřelil do davu. Zahynulo deset mužů a jedna žena, dalších 24 bylo vážně zraněno. Tento incident ještě rozdmýchal vztek protestujících tkalců a ve finále vedl k rabování. Armáda zpočátku ustoupila davu vyzbrojenému holemi a kameny, po příchodu posil bylo však povstání 6. června potlačeno.

## Reakce

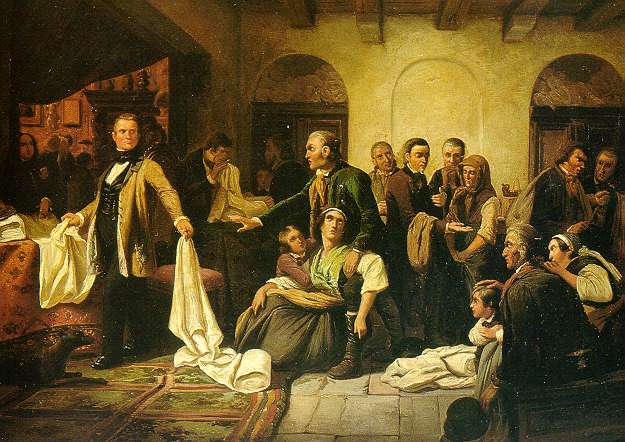
Slezští tkalci (Die schlesischen Weber) – obraz Carla Wilhelma Hübnera z roku 1846

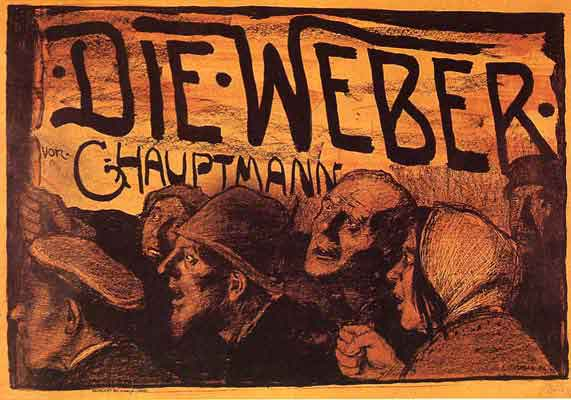
Plakát Emila Orlíka k Hauptmannově hře Tkalci (1897)

Během procesu s povstalci sympatie soudců zjevně nepatřila podnikatelům ani státu. V rozsudcích byla zdůrazněna „skličující tíseň“ (drückende Not) tkalců jako důvod ke zmírnění trestů. Obecně se soudci drželi pod maximálními možnými tresty a v zásadě upustili od tělesných trestů. Nechtěli také uložit náklady na soud chudým tkalcům, místo toho k tomu zavázali vesnické soudy, tedy nepřímo majitele panství.
Král Fridrich Vilém IV. navenek vyjadřoval soucit s osudem domácích dělníků a chválil sdružení občanské pomoci. Koncem července 1844 oznámil během cesty do svého slezského letního sídla v Erdmannsdorfu (Mysłakowice), že nechá prozkoumat situaci tkalců, na berlínském veletrhu pak projevil značný zájem o lněné a bavlněné látky. Za touto fasádou se však stále více obával lidového povstání inspirovaného komunistickými revolucionáři a opozičním tiskem. Bylo sice upuštěno od zatýkání a deportování kritických spisovatelů ve Slezsku jako preventivního opatření, ale vláda souhlasila, že slezským cenzorům nadiktuje přesně to, co lze o vzpouře tkalců hlásit. 13. června 1844 sám král na radu státního ministra von Thila vypracoval znění odpovídajících pokynů a původně plánované podrobné pokyny nahradil obecným zákazem „burcovat nižší vrstvy proti vyšším, chudé proti bohatým“. Namísto řešení strukturálních problému se opatření zaměřila pouze na nalezení podporovatelů údajného spiknutí.
Vzpoura tkalců se setkala s velkým ohlasem v rámci evropského dělnického hnutí. Wilhelm Wolff, blízký spolupracovník Marxe a Engelse původem z Vratislavi, prohlásil: Věřte mi, protáhlo-li by se povstání tkalců o něco déle, spustily by se velké bouře i u nás. (...) Záležitost tkalců je i naší záležitostí. Engels poznamenal, že povstání ve Slezsku ovlivnilo „probuzení proletariátu z letargického spánku“.
Povstání se jako jedna z událostí předcházejících revoluci roku 1848 natrvalo zapsalo do německého historického povědomí a stalo se námětem mnoha literárních či uměleckých děl. Mezi nejznámější patří balada Slezští tkalci (Die schlesischen Weber) od Heinricha Heineho (1844), litografický cyklus Povstání tkalců (Ein Weberaufstand) od Käthe Kollwitzové (1894–1898) a také mohutné naturalistické drama Tkalci (Die Weber, původně napsané v dolnoslezském dialektu s titulem De Waber) od Gerharta Hauptmanna (1894).

## Interpretace
Podle Christiny von Hodenbergové, autorky rozsáhlé monografie o povstání a jeho mytologizaci, se jednalo o zcela běžné dělnické nepokoje v rané fázi industrializace, které není vhodné přirovnávat ke klasickým hladovým vzpourám ani zasazovat do kontextu hnutí za ničení strojů nebo třídního boje. Do povstání se totiž zapojili tkalci bavlny, kteří se v té době neměli úplně špatně ve srovnání například se zcela již zbídačenými tkalci lnu. Hněv tkalců nebyl také namířen proti stále ještě řídkým strojům, ale proti nákladníkům, kteří byli vnímáni jako nespravedliví. Proti interpretaci povstání jako třídního boje zase hovoří, že povstalci útočili jen na některé podnikatele, zatímco jiní byli zcela ušetřeni nebo se mohli vykoupit. Tkalci uctívali tradiční autority jako byl majitel panství nebo okresní rada. Jejich hněv však probudil zbohatlík Zwanziger, jenž byl původně tkadlec jako oni a jehož nepřiměřené bohatství teď považovali za urážku. Obraceli se také proti sobě rovným: zahraničním tkalcům ztěžujícím situaci na pracovním trhu. Hodenbergová shrnuje: Jako fenomén přechodné doby je proto třeba revoltu tkalců vnímat jako zakotvenou v tradici a zaměřenou na budoucnost zároveň. (...) Jako hlavní hybná sila povstání v roce 1844 je tedy patrná mentalita nezávislosti. Tou je možno nahradit zkreslující interpretační motivy „hladu“, „zoufalství“, „třídního boje“ a „nenávisti vůči strojům“, jež převládají dodnes.